# Montipora monasteriata
Montipora monasteriata är en korallart som först beskrevs av Forskål 1775.  Montipora monasteriata ingår i släktet Montipora och familjen Acroporidae. IUCN kategoriserar arten globalt som livskraftig. Inga underarter finns listade i Catalogue of Life.